# Charlotte Ringsmose
Charlotte Ringsmose (født 24. juni 1961) er en dansk professor ved Institut for Læring og Filosofi på Aalborg Universitet.

## Uddannelse
Charlotte Ringsmose blev kandidat i pædagogisk psykologi fra Danmarks Lærerhøjskole i 1994. To år senere blev hun autoriseret psykolog. I 2003 opnåede hun sin ph.d.-grad i pædagogisk psykologi fra Danmarks Pædagogiske Universitet.

## Karriere
Charlotte Ringsmose blev i 2019 ansat som professor ved Institut for Læring og Filosofi ved Aalborg Universitet. Hun har tidligere været ansat som professor mso ved Danmarks Institut for Pædagogik og Uddannelse ved Aarhus Universitet. Ringsmose står for forskningsledelsen af et dagtilbudsprojekt under Program for Læringsledelse. Det er netop dagtilbudsområdet, som er grundstenen i Ringsmoses forskning. Især er det den danske måde at arbejde med dagtilbud, og hvordan det har indflydelse på børnenes udvikling, som interesserer hende. Ringsmose har ligeledes tidligere forsket i den tidlige barndom i et udviklings- og læringsperspektiv. I denne henseende med et fokus på læringsmiljøets betydning for børns udvikling fra den tidlige barndom med baggrund i en forståelse af, at børns udvikling er afhængig af de muligheder, der er til stede i omgivelserne.
Charlotte Ringsmose har været medudvikler af KIDS, som er et forskningsbaseret værktøj til vurdering og udvikling af kvalitet i dagtilbud.
Charlotte Ringsmose har været udpeget medlem af Formandskabet til Rådet for børns Læring fra 2014 til 2017. Hun er desuden country liaison for Association for Childhood Educaton International (ACEI).
Charlotte Ringsmose er optaget i Who's Who in the World. Hun har tidligere modtaget legat fra Valborg og Ingrid Larsens Fond.